# Codice ATCvet QP54
Il codice ATCvet QP54 "Endectocidi" è un sottogruppo del sistema di classificazione Anatomico Terapeutico e Chimico, un sistema di codici alfanumerici sviluppato dall'OMS per la classificazione dei farmaci e altri prodotti medici. Il sottogruppo QP fa parte del gruppo anatomico P, farmaci per uso veterinario Antiparassitari, insetticidi e repellenti.
Numeri nazionali della classificazione ATC possono includere codici aggiuntivi non presenti in questa lista, che segue la versione OMS.

## QP54A  Lattoni macrociclici

### QP54AA Avermectine
QP54AA01 Ivermectina
QP54AA02 Abamectina
QP54AA03 Doramectina
QP54AA04 Eprinomectina
QP54AA05 Selamectina
QP54AA06 Emamectina
QP54AA51 Ivermectina, combinazioni
QP54AA52 Abamectina, combinazioni
QP54AA54 Eprinomectina, combinazioni

### QP54AB Milbemicine
QP54AB01 Milbemicina ossima
QP54AB02 Moxidectina
QP54AB51 Milbemicina ossima, comombinazioni
QP54AB52 Moxidectina, combinazioni

### QP54AX Altri lattoni macrociclici
Gruppo vuoto